# The Bachelor (album)
The Bachelor è il quarto album in studio per Patrick Wolf, ed è ritenuto uno dei migliori lavori dell'artista inglese. In questo disco Wolf raggiunge il massimo delle sue potenzialità artistiche per quanto concerne la fase di scrittura-esecuzione (da sempre uno dei suoi punti di forza), ma soprattutto per quella di arrangiamento.
Il disco è un susseguirsi omogeneo di flussi sonori ora elettronici ora folkeggianti, cantati con perizia disarmante da un ragazzo nel pieno delle sue facoltà espressive. Nel disco fanno capolino incursioni gospel di grande impatto emotivo.
Sono molti gli ospiti pronti a dare un contributo tangibile al disco: su tutti il musicista-produttore tedesco Alec Empire (leader di Atari Teenage Riot) nei brani Vulture e Battle. La voce narrante dell'attrice inglese Tilda Swinton (Oblivion, Thickets, Theseus), la voce e il violino di Eliza Carthy (The Bachelor, Damaris, Blackdown).
I singoli estratti dal disco sono: Vulture (20 aprile 2009), Hard Times (6 luglio 2009) e Damaris (14 dicembre 2009).

## Tracce
Tutti i brani sono accreditati a Patrick Wolf eccetto Vulture e Battle (Alec Empire/Patrick Wolf).
Il testo della quarta traccia 'The Bachelor' è liberamente tratto dal poema The Turtle Dove.
1. Kriegspiel – 0:47
2. Hard Times – 3:33
3. Oblivion – 3:24
4. The Bachelor – 3:13
5. Damaris – 5:28
6. Thickets – 4:08
7. Count of Casualty – 5:03
8. Who Will? – 3:31
9. Vulture – 3:22
10. Blackdown – 5:21
11. The Sun Is Often Out – 3:33
12. Theseus – 4:40
13. Battle – 3:07
14. The Messenger – 3:39